# Nandgaon
Nandgaon è una città dell'India di 23.191 abitanti, situata nel distretto di Nashik, nello stato federato del Maharashtra. In base al numero di abitanti la città rientra nella classe III (da 20.000 a 49.999 persone).

## Geografia fisica
La città è situata a 20° 20' 10 N e 74° 39' 46 E.

## Società

### Evoluzione demografica
Al censimento del 2001 la popolazione di Nandgaon assommava a 23.191 persone, delle quali 11.970 maschi e 11.221 femmine. I bambini di età inferiore o uguale ai sei anni assommavano a 3.326, dei quali 1.704 maschi e 1.622 femmine. Infine, coloro che erano in grado di saper almeno leggere e scrivere erano 16.741, dei quali 9.518 maschi e 7.223 femmine.